# هنري الثالث، كونت لوكسمبورغ
هاينريش/هنري الثالث (بالفرنسية: Henri III de Luxembourg)‏ (توفي.1096)؛ كان كونت لوكسمبورغ؛ خلف والده كونراد ووالدته هي كلمينتيا من آكيتاين؛ يعتبر هاينريش الثالث أول كونت معروف يستقر استقر دائمة في قلعة لوكسمبورغ؛ لم يتزوج قط، وخلفه شقيقه فيلهلم.